# 1er mars 1960
Le mardi 1er mars 1960 est le 61e jour de l'année 1960.

## Naissances
- Amal El Amri, Syndicaliste marocaine
- Frank Wood, acteur américain
- Jacques Lussier, acteur canadien
- Joe Andrew, homme politique américain
- Michel Puech, philosophe français
- Ofira Henig, metteuse en scène israélienne
- Philippe Baqué, journaliste et réalisateur de documentaires français
- Pierre-Yves Gomez, économiste français
- Róbert Bezák, théologien et prélat catholique slovaque, archevêque
- Shin Togashi, réalisateur japonais

## Décès
- Al Thompson (né le 21 septembre 1884), acteur américain
- Bruno Müller (né le 13 septembre 1905), officier nazi
- Lya Mara (née le 1er août 1897), actrice polonaise
- Paul Leverkuehn (né le 31 juillet 1893), personnalité politique allemande

## Événements
- Un séisme dans la nuit du 29 février au 1er mars à Agadir, au Maroc, fait 12 000 morts.
- Création de la 55e compagnie légère de réparation du matériel
- Début des championnats du monde de patinage artistique 1960
- Sortie de la chanson Cut Across Shorty interprétée par Eddie Cochran
- Sortie de l'album Les Funérailles d'antan de Georges Brassens
- Création de la municipalité de Los Alamitos en Californie
- Création de la revue Marco Polo
- Fin de l'opération Jumelles durant la guerre d'Algérie